# 富山県道128号阿弥陀堂魚津停車場線
富山県道128号阿弥陀堂魚津停車場線（とやまけんどう128ごう あみだどううおづていしゃじょうせん）とは、富山県黒部市と富山県魚津市を結ぶ一般県道（富山県道）である。また、県道67号線の重復区間でもある。

## 概要
- 起点：富山県黒部市阿弥陀堂
- 終点：富山県魚津市釈迦堂1丁目

黒部市から魚津市街地にかけては、山間部や水田地帯を通る農道で、途中で天神山トンネル（富山県道67号宇奈月大沢野線との重複区間）および天神橋を通過する。富山県道135号富山滑川魚津線（旧国道8号）が通る上村木交差点から終点の魚津駅東口までは、片側2車線の大型道路である。これは、1963年（昭和38年）から行われた魚津駅前土地区画整理事業により、設置された道路である。

## 沿革
- 1908年9月 - 上村木から魚津駅に至る263間（473m）の道路（旧道）が竣工[1]。
- 1962年度 - 魚津駅前の区間が市道魚津駅中央線として着工[2]。
- 1968年11月 - 北陸電力の寄贈による水銀灯7基が駅前の中央分離帯に設置される[3]。
- 1969年 - 市道魚津駅中央線が竣工（延長270m、幅員は当時魚津市内最大の30m、車道歩道共に舗装、400Wの水銀灯12基付）[2]

## 主な接続道路
- 富山県道125号福平石田線（黒部市）
- 富山県道132号三箇吉島線（魚津市）
- 国道8号（魚津市）
- 富山県道135号富山滑川魚津線（魚津市）
- 富山県道129号魚津停車場線（魚津市）

## 通過する自治体
- 黒部市 - 魚津市